# Mattityahu Strashun
Fils de Samuel Strashun, Mattityahu Strashun (1er octobre 1817 – 13 décembre 1885) fut un rabbin et un érudit de Vilnius qui joua un rôle important dans la Haskala.
La bibliothèque Strashun, qui comprenait des travaux rabbiniques et d'autres ouvrages, était souvent considérée comme la plus grande bibliothèque de culture juive dans le monde. Sa collection de livres et de manuscrits, commencée lors de sa bar-mitsva, comptait plus de 5 700 volumes à sa mort. N'ayant pas d'héritier, il en fit don à la communauté, et elle devint une des richesses de Vilnius.